# New York State Route 17A
New York State Route 17A ist eine State Route im Süden New Yorks in den Vereinigten Staaten, deren Verlauf vollständig im Orange County liegt. Das westliche Ende liegt in Goshen an einer Kreuzung mit der New York State Route 17 und das östliche Ende befindet sich an einer weiteren Kreuzung mit jener State Route in Southfields. Zwischen Warwick und Florida verläuft die Strecke gemeinsam mit New York State Route 94. Die Landstraße dient in erster Linie der Anbindung Warwick an den Rest des Countys. Zwar ist NY 17A eine Ost-West-Strecke, aber mehrere Abschnitte haben einen Nord-Süd-Verlauf. Die geschlängelte Streckenführung ermöglicht dem Autofahrer einen Blick auf die Landschaft.
Die State Route war mit der nahegelegenen New York State Route 210 Teil der Streckenführung der New York State Route 55 in den 1920er Jahren. Bei der Neunummerierung 1930 wurde die heutige Streckenführung ausgewiesen.

## Streckenverlauf

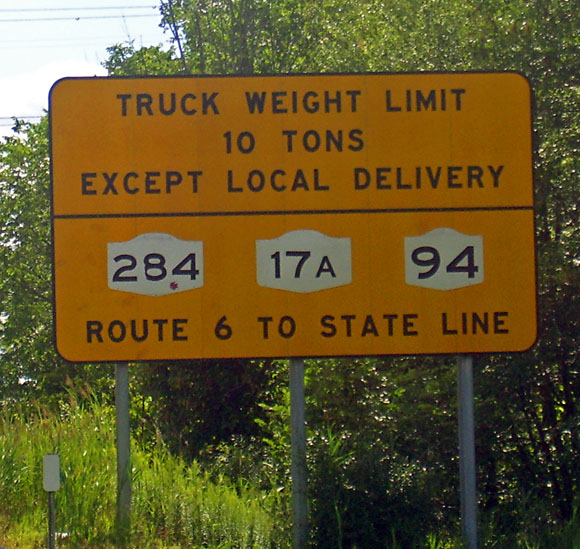
Der Lastwagenverkehr ist auf der State Route 17A beschränkt.

NY 17A beginnt südlich des Exits 124 der State Route 17 in Goshen. An der Verkehrsampel an der südlichen Auffahrt zur NY 17 Richtung Osten wird New York State Route 207 zur NY 17A. Die Straße klettert rasch in die bergigen Gebiete südlich von Goshen, wo die Aussicht nicht nur auf die Black Dirt Region des Orange Countys besteht, sondern auch auf Pochuck Mountain und High Point, die weiter südlich in New Jersey liegen. Langsam führt die Straße wieder ins Tal hinunter, an rollenden Wiesen und Farmland vorbei, bevor die kleine Ortschaft Florida erreicht wird, wo kurz nach dem Ortsanfang von Westen die New York State Route 94 einmündet. Beide verlaufen durch Florida gemeinsam als Hauptstraße.
Außerhalb des Villages führen NY 17A und NY 94 wieder in die Berge, wobei dieses Mal der Panoramablick nach Norden zur Shawangunk Ridge und bei ausreichend klarer Sicht sogar bis zu den Catskill Mountains dahinter gerichtet ist. In diesem Abschnitt ist die Straße relativ wenig entwickelt, zwischen Florida und Warwick, existiert nur eine Tankstelle. Auch in dieser Ortschaft bilden NY 17A und NY 94 die Hauptstraße. Viele der historischen Gebäude des Warwick Village Historic Districts grenzen innerhalb des Ortes an NY17A/NY94. Am östlichen Rand des Villages trennen sich die beiden Landstraßen. Während NY 94 in Richtung New Jersey weiter führt, wendet sich NY nach Osten.
Über die nächsten Kilometer führt die Strecke wieder in die Hügel, führt an einem Naturpark und dem kleinen Skigebiet am Mount Peter vorbei und überquert den Appalachian Trail am Kamm des Bellvale Mountain. Von hier führt die Strecke wieder ins Tal und knickt ab, um Greenwood Lake zu erreichen, wo NY 210 abzweigt, um am Greenwood Lake entlang zur Staatsgrenze mit New Jersey zu führen.

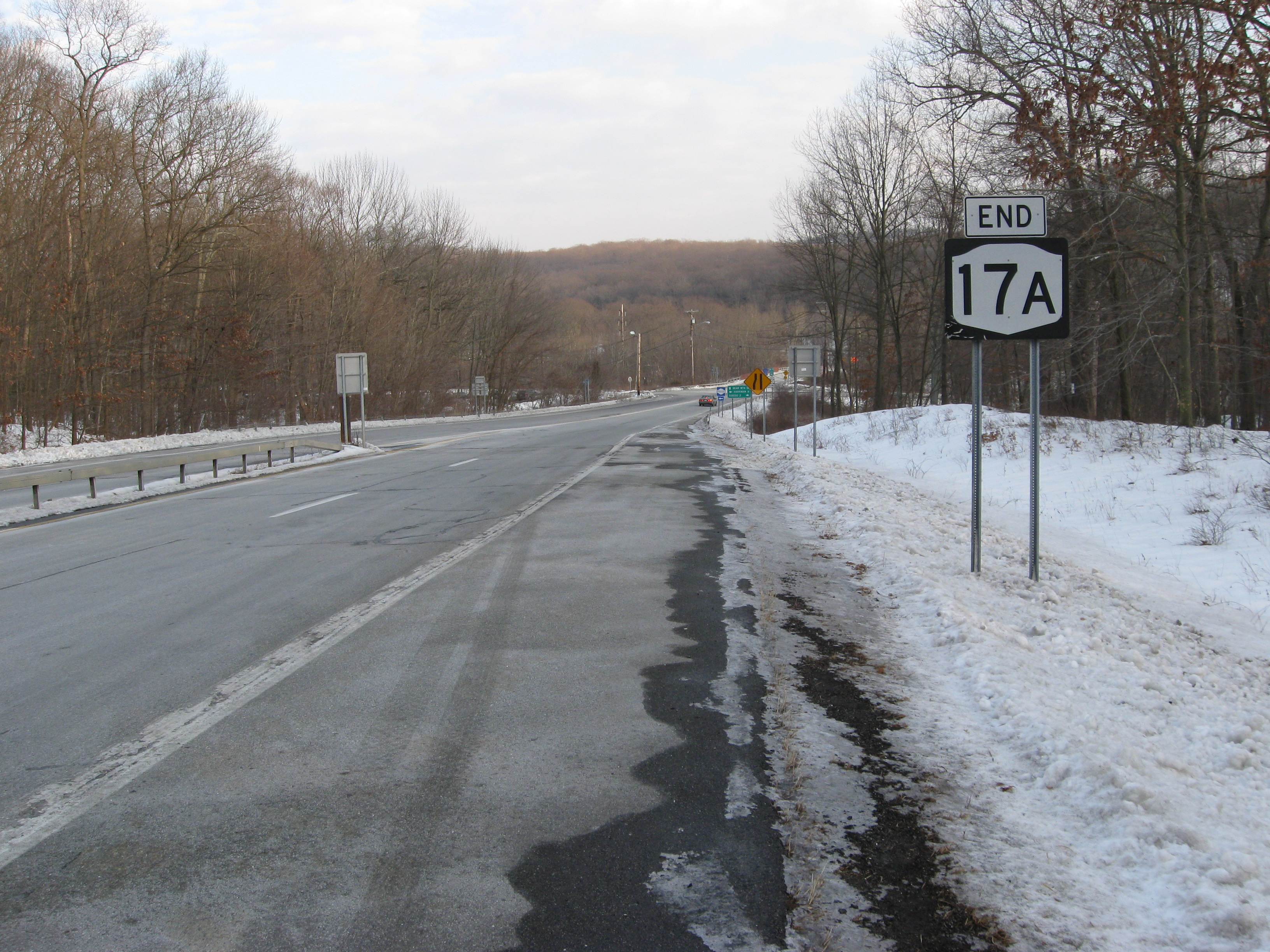
Endepunkt der NY 17A an der NY 17 in Southfields.

Von Greenwood Lake führt NY 17A über einen weiteren Bergkamm und erweitert sich zu einer vierspurigen Straße mit Mittelstreifen, die durch den Sterling Forest zum östlichen Endpunkt der Landstraße in Southfields führt. Die Straße führt als County Route 106 noch ostwärts durch die Orange und Rockland Countys zur Kreuzung mit US Highway 9W / US Highway 202 in Stony Point. County Route 106 war ursprünglich Teil der NY 210, bevor diese in Greenwood Lake einen anderen Verlauf erhielt.

## Geschichte
Ende der 1920er Jahre war die heutige NY 17A zwischen Greenwood Lake und Goshen als New York State Route 55 ausgeschildert, welche als Verbindung zwischen New York State Route 17 und New Jersey diente. Bei der Neunummerierung 1930 wurde die damalige NY 55 in zwei längere Strecken übernommen: NY 210 von der Bundesstaatsgrenze von New Jersey nach Greenwood Lake und NY 17A von Greenwood Lake nach Goshen. Östlich von Greenwood Lake führt NY 17A über eine zuvor nichtnumerierte Landstraße, um diese Alternativstrecke zu NY 17 zu vervollständigen. Dieser Abschnitt der NY 17A überlagerte NY 210, die über den Endpunkt von NY 17A hinaus nach Stony Brook führte. Diese Überlappung wurde irgendwann zwischen 1977 und 1985 aufgehoben.